# FC今治
FC今治（エフシーいまばり、英: FC Imabari）は、日本の愛媛県今治市をホームタウンとする、日本プロサッカーリーグ（Jリーグ）に加盟するプロサッカークラブ。

## 概要
1976年に大西サッカークラブとして創設。愛媛FCの下部組織「愛媛FCしまなみ」時代を経て、2012年からFC今治にクラブ名を変更した。2014年11月に日本代表元監督の岡田武史が代表に就任。2016年にJリーグ百年構想クラブとして承認され、2020年にJリーグに入会した。ホームスタジアムは今治新都市にあるアシックス里山スタジアムである。

## 歴史

### 前史
1976年、愛媛県越智郡大西町（現：今治市）を拠点として大西サッカークラブ（大西SC）が創設される。
1991年、今治市と越智郡をカバーする地域密着型のサッカークラブにという狙いから今越（いまお）フットボールクラブ（今越FC）に改称、2004年に愛媛しまなみフットボールクラブ（愛媛しまなみFC）に改称。
2009年から愛媛FCのアマチュアチームとなり、クラブ名を愛媛FCしまなみに変更した。
2011年は四国リーグで優勝したが、第35回全国地域サッカーリーグ決勝大会への出場を辞退した。財政的な問題で来季の活動が不透明なためと高知新聞は報じた。

### 2012年 - 2016年（四国リーグ）
2012年に愛媛FCから独立して、同時にクラブ名をFC今治に変更した 。なお、当初は「FC.IMABARI」の表記を用いていた。同年の天皇杯の2回戦で、J1の広島に勝利した 。
2014年11月に岡田武史が株式会社今治.夢スポーツの株式の51%を取得し、吉武博文、大木武、眞藤邦彦らがチームスタッフとして加わった。2015年は四国リーグで優勝したが、第39回全国地域サッカーリーグ決勝大会はグループリーグで敗退した。この際、「岡田メソッド」というトップチームから育成まで一貫した型を作ることを目標にし、全カテゴリー同じコンセプトでボールを大切にするサッカーを目指す。また、技術とコンビネーションを前面に出した攻撃的なポゼッションサッカーを目指して、「プレーモデル」を整理して独自のトレーニングメゾットを開発するとしている。
2016年、監督に吉武、岡田が代表兼務のCMO（チーフ・メソッド・オフィサー）に就任した。また、グローバル事業部が新設されて中国サッカー・スーパーリーグの杭州緑城足球倶楽部と業務提携を結んだ。2月23日、Jリーグ理事会においてJリーグ百年構想クラブとして承認された。また、今治スタジアム（仮称、当時）を建設する計画を発表した。第52回全国社会人サッカー選手権大会は2回戦で敗れたが、全国地域サッカーチャンピオンズリーグ2016で優勝した。12月7日のJFL理事会で2017年度からのJFL入会が承認された。

### 2017年 - 2019年（JFL）
2017年
JFL参入初年度。東京Vから楠美圭史、金沢から玉城峻吾、JFL・ラインメール青森FCから三田尚希、東海1部・鈴鹿アンリミテッドFCから小澤司、昨年レンタル移籍で加入していた上村岬を磐田から完全移籍で加入、川崎から可児壮隆がレンタル移籍で加入、水谷拓磨のレンタル移籍期間が延長された。また、GKコーチに藤原寿徳、チームアドバイザーにラモス瑠偉が就任。
シーズン中には、今シーズンから加入したレニーが脳震盪の発症リスクが高いことを理由に引退したが、東京Vから中野雅臣、京都から牟田雄祐、ポルティモネンセSCからブバをレンタル移籍で獲得。山田卓也が2年ぶりに復帰した。
JFLリーグ戦は前期は6位、後期は4位で通算6位の成績。天皇杯は1回戦で琉球に勝利したが、2回戦で岡山に敗れた。なお、9月28日にJ3ライセンスの交付を受けた。
2018年
金沢のDF太田康介を含む10人を補強。1stステージ第10節を終えた時点で、年間順位は5勝2分3敗の4位（勝ち点17）に位置していた。
しかし、シーズン中盤で成績が思うように伸びずにシーズン途中で工藤直人へ監督交代。終盤に連勝して2ndステージ第10節時点で年間順位は6位に浮上、同ステージ第12節終了時点で、年間通算成績は13勝6分8敗（勝ち点45）で、J3昇格条件となる4位に浮上した。だが、残り2試合に1分1敗となり、年間総合5位でシーズンを終了。J3昇格はならなかった。シーズン終了後、工藤が監督を退任した。
2019年
監督に小野剛を迎え、福岡から元日本代表の駒野友一、東京Vから橋本英郎、札幌から内村圭宏、熊本から園田拓也を含む11名が加入した。
前半の15試合を9勝5分1敗の2位で折り返し、第27節でFCマルヤス岡崎に勝利して、3試合を残してJリーグ昇格の要件となる「JFL4位以内」を確定。11月18日、Jリーグ理事会においてJ3入会が正式に承認された。
愛媛県サッカー選手権大会決勝では松山大学に敗れ、11年ぶりに天皇杯出場を逃した。

### 2020年 - 2024年（J3）
2020年
Jリーグ参入初年度。昨年指揮を執った小野に変わり、スペイン人のリュイス・プラナグマが監督に就任した。内村圭宏が現役を引退した他、太田康介・クラッキ・中野雅臣・向井章人らが退団。補強面では今治市出身の越智亮介をはじめ林誠道、チョン・ハンチョルら6名が加入した。また、シーズン途中の8月には澤上竜二がC大阪からのレンタル移籍、レオ・ミネイロが岡山からの完全移籍でそれぞれ加入した。
新型コロナウイルスの流行によりJ3リーグの開幕が6月まで延期された中、開幕戦の岐阜戦をスコアレスドローで終えたのち、第3節の鹿児島戦でJリーグ初得点、続く第4節の讃岐戦でJリーグ初勝利を挙げた。その後は連敗こそ避けるものの3連勝以上の大きな連勝が無く、順位は中位を維持、第24節の鹿児島戦から第28節の熊本戦までを4勝1分とし、順位を6位まで上げるも、昇格争いのライバルである長野に第30節で敗れ、昇格戦線から後退した。その後は初の3連勝を飾るものの第33節で昇格の可能性が消え、ホーム最終戦となった第34節では相模原に1-2で敗戦。勝ち点55の7位でJリーグ1年目のシーズンを終えた。
9月28日、Jリーグより2021年度J2ライセンスを「解除条件付き」ながら交付された。これは2018年末のライセンス交付ルールの改正で「Jリーグが定義する理想的なスタジアムを上位リーグ昇格から5年以内に整備する計画がある」場合に、上位ライセンス基準を充足できなくても「例外規定2」を適用したうえでのライセンスの申請・交付ができることを受けたものである が、現在使用中のありがとうサービス. 夢スタジアムの照明塔はJ2基準の照度を充していない。照明塔とロッカールームは「例外規定」の猶予対象にならず、上位リーグに最初に昇格するシーズン開幕までに設置・充足しなければならないため、2020年度J3において2位以内の成績案件をクリアできずJ3残留となった場合は、照明塔の改修工事を短期間で行わないとみなされ、J2ライセンス失効となる。最終順位は7位に終わり、前述のJ2ライセンス解除条件充当として、J3ライセンスへの変更となった。
2021年
リュイス・プラナグマとの監督契約を更新した。6年に亘って所属していた中野圭が引退した他、昨季のチーム得点王林誠道や桑島良汰、片井巧らが退団。補強面では島村拓弥、平岡翼、宮尾孝一、東家聡樹ら6名が加入した。また、シーズン途中にはバルデマールが完全移籍で、オスカル・リントンと小松駿太がレンタル移籍でそれぞれ加入した。
リーグでは第8節終了時点で1勝2分4敗と成績不振に陥り、リュイス・プラナグマを5月19日付で監督から解任。アカデミーメソッド・グループ長の橋川和晃が暫定的に監督を兼務した後、5月24日に松本や群馬などで監督を務めた布啓一郎を新監督として招聘 するが、一向に成績不振が解消されず、自力でのJ2昇格が厳しくなったことから9月28日に退任。
同日付で、今シーズン3人目の監督として、5月に暫定監督を務めた橋川が就任した。
同年度も新スタジアム建設を前提とした「例外規定2」を適用、Jリーグクラブライセンス制度のJ2ライセンスを申請・承認されたが、前年同様2022年度も使用予定のありがとうサービス夢スタジアムの照明塔の照度不足により、「解除条件付きJ2ライセンス」を受けてシーズン入りした。2021年度末にJ3からの昇格条件2位以内を満たさなかった場合には短期改修を行わないまま照度不適合とみなされ、J2ライセンスは解除の前提であった。
2022年
前年9月から監督を務めている橋川との契約を更新した。園田拓也が引退した他、橋本英郎や玉城峻吾、有間潤らが退団。補強面では中川風希、インディオ、細川淳矢、冨田康平ら12名が加入した。また、シーズン途中には三門雄大、ラルフ・セウントイェンス、フィリップ・ピシュチェクが完全移籍で、茂木秀、千葉寛汰、照山颯人がレンタル移籍でそれぞれ加入した。
リーグでは序盤を1勝1分2敗とスタートダッシュは失敗したものの、第13節藤枝戦から第22節鹿児島戦まで10戦負けなしを記録、その後も大きな連敗はなく5位でシーズンを終えた。
10月25日にJリーグから公表された2023年度J2ライセンス申請結果により、正式なJ2ライセンス交付（スタジアム新設のための「例外規定2」適用）が認められた。今年度は過去2年のような「成績案件での解除条件」は付かないものとなった。
2023年
昨年指揮を執った橋川に変わり、髙木理己が監督に就任した。駒野友一や細川淳矢が引退した他、千葉寛汰や岡山和輝、岡田慎司、飯泉涼矢、茂木秀、福田翔生らが退団。安藤智哉と島村拓弥は、J2に旅立った。補強面ではドゥドゥ、二見宏志、伊藤元太、セランテス 、安藤一哉 、照山颯人、滝本晴彦ら12名が加入した。また、シーズン途中には土肥航大、千葉寛汰、阪野豊史 、ヴィニシウス・アラウージョがそれぞれ加入した。
初戦（ホーム　福島ユナイテッドFC戦）で勝利をおさめた今治はその後、9節終了時点で4勝3分2敗と好スタートを切る。第10節、愛媛FCとの伊予決戦はスコアレスドローに終わった。リーグ前半（19節まで）は、8勝8分3敗で折り返した。
8月をもって髙木理己が退任し、新監督に工藤直人が就任した。
20節は勝利したものの、21節から26節までは勝ち星を挙げられない（3分3敗）。しかし、27節から30節までの4戦連続で勝利を飾る。31節から34節は1勝3敗と、あまり振るわない状態で迎えた第35節（アウェー　愛媛FC戦）。前半はスコアレスドローで終えたものの、後半4分に愛媛の松田力のヘディングがゴールに刺さり失点。今治も意地を見せようと攻勢に打って出たが、愛媛にリードを死守されそのまま試合終了。目の前で相手のJ2昇格とJ3優勝を決められた。
伊予決戦後は最終節まで3連勝したものの、4位でシーズンを終えた。
2024年
工藤直人に代わって、服部年宏が監督に就任した。武井成豪や安藤一哉、パク・スヒン、上原拓郎、冨田康平、櫻内渚、ラルフ・セウントイェンスが契約満了で退団。ヴィニシウス・アラウージョがサガン鳥栖へ完全移籍、土肥航大が期限付き移籍期間を終了し、栃木SCへ育成型で期限付き移籍、千葉寛汰が育成型期限付き移籍期間を終了し、清水エスパルスに復帰、桝田凌我が福山シティFCに期限付き移籍した。シーズン途中にフィリップ・ピシュチェクが契約解除となった。補強面では弓場堅真、小澤章人、加藤徹也、日野友貴、阿部稜汰、トーマス・モスキオン、アンジェロッティら7名が加入した。また、シーズン途中には宁方泽（~2024.7.18）、加藤潤也、ウィズレイ・タンキ、土肥航大（サンフレッチェ広島より期限付き移籍）がそれぞれ加入した。
初戦（ホーム　ガイナーレ鳥取戦）で勝利を飾った後に4連勝したが、その後は3連敗と1分。2試合の勝利を挟み6連敗した。しかしながら第17節から第23節までは6勝1分。2024シーズンの23試合を12勝2分9敗で折り返す。
24節以降は、33節まで負けなし（7勝3分）。34節の対FC岐阜戦で4失点1得点と黒星となったものの、その後は敗戦することが無く、2024シーズンJ3リーグ第36節（アウェー　ガイナーレ鳥取戦）を5得点無失点で勝利。J3リーグ2位以上が確定し、クラブ初となる、J2リーグ昇格を果たした。
なお、2024シーズンのJ3リーグは大宮アルディージャの優勝が確定しているため、FC今治は2位でシーズンを終えることになった。
シーズン終了後、服部監督が退任。また、牧野大輝フィジカルコーチも退任となった。

### 2025年 -（J2）
2025年
V・ファーレン長崎のヘッドコーチを務めていた倉石圭二が監督に就任。桝田凌我や二見宏志、楠美圭史、阪野豊史、髙瀬太聖、アンジェロッティ、トーマス・モスキオン、セランテス、松井治輝、滝本晴彦らが契約満了で退団。白井達也がヴァンラーレ八戸へ移籍、小澤章人が期限付き育成期間満了。松本雄真がテゲバジャーロ宮崎へ完全移籍。修行智仁が現役を引退した。

## タイトル・表彰

### チーム
- 全国地域サッカーチャンピオンズリーグ：1回
  - 2016
- 四国サッカーリーグ：5回
  - 2011、2012、2013、2015、2016
- 愛媛県サッカー選手権大会（兼天皇杯愛媛県予選）：11回
  - 2009-2018、2021

### 個人
- J3リーグ
  - 得点王
    - 2024年 -マルクス・ヴィニシウス（19得点）

  - ベストイレブン
    - 2023年 - 照山颯人、マルクス・ヴィニシウス
- 日本フットボールリーグ
  - ベストイレブン
    - 2018年 - 有間潤
    - 2019年 - 駒野友一、園田拓也

## ユニフォーム
2015年のユニフォームは、オフィシャルパートナーであるLDHのアパレルブランド「24karats」が全面協力してユニフォームを作成した。
2016年のユニフォームは、前年ユニフォームを制作したLDHと相談の結果、いろいろな対応のできるスポーツメーカーの方が良いという結論によりアディダスに変更。そのデザインをLDH所属のGENERATIONS・EXILEのメンバーである白濱亜嵐が行った。

### クラブカラー
- ブルー[1]
- イエロー[1]
- ホワイト[1]

### ユニフォームスポンサー
| 掲出箇所   | スポンサー名                     | 表記                             | 掲出年   | 備考                                                          |
| 胸         | ユニ・チャーム                   | unicharm Love Your Possibilities | 2020年 - | 2020年 - 2023年は「unicharm NOLA&DOLA」表記                   |
| 鎖骨       | Starboard Shipping and Trading   | STARBOARD                        | 2023年 - | 左側に表記                                                    |
| 鎖骨       | リプロダクションクリニック大阪   | Reproduction Clinic              | 2019年 - | 右側に表記                                                    |
| 背中上部   | デロイトトーマツコンサルティング | Deloitte.                        | 2022年 - | 2015年 - 2019年は胸                                           |
| 背中下部   | ザイマックス                     | xymax ザイマックス               | 2019年 - |                                                               |
| 袖         | 三菱商事                         | 三菱商事                         | 2015年 - | 2015年 - 2020年は「DREAM AS ONE. Mitsubishi Corporation」表記 |
| パンツ前面 | 今治造船                         | 今治造船                         | 2017年 - |                                                               |
| パンツ背面 | 日本M&Aセンター                  | 日本M&Aセンター                  | 2021年 - |                                                               |

### ユニフォームサプライヤーの遍歴
- - 2008年：アシックス
- 2009年 - 2011年：ミズノ
- 2012年 - 2013年：アシックス
- 2014年：レサンクセンス
- 2015年[51]：24カラッツ
- 2016年[49][52] - 2021年[52]：アディダス
- 2022年[53] - 現在：アシックス

### 歴代ユニフォーム
| FP 1st |             |             |      |             |
| 2015   | 2016 - 2018 | 2019 - 2020 | 2021 | 2022 - 2023 |
| 2024 - |             |             |      |             |
|        |             |             |      |             |

| FP 2nd |             |             |      |             |
| 2015   | 2016 - 2018 | 2019 - 2020 | 2021 | 2022 - 2023 |
| 2024 - |             |             |      |             |
|        |             |             |      |             |

### 歴代ユニフォームスポンサー表記
| 年度 | 箇所                             | 箇所       | 箇所                | 箇所                        | 箇所               | 箇所                                 | 箇所                   | 箇所            | サプライヤー  |
| 年度 | 胸                               | 鎖骨左     | 鎖骨右              | 背中上部                    | 背中下部           | 袖                                   | パンツ前面             | パンツ背面      | サプライヤー  |
| 2008 | ありがとう グループ              | 解禁前     | 解禁前              | とり壱                      | 解禁前             | -                                    | -                      | 解禁前          | asics         |
| 2009 | ありがとう                       | 解禁前     | 解禁前              | 今治鐵鋼センター            | 解禁前             | Zボイラ MIURA                        | Fuji                   | 解禁前          | Mizuno        |
| 2010 | ありがとう                       | 解禁前     | 解禁前              | 今治鐵鋼センター            | 解禁前             | Zボイラ MIURA                        | Fuji                   | 解禁前          | Mizuno        |
| 2011 | ありがとう                       | 解禁前     | 解禁前              | 今治鐵鋼センター            | 解禁前             | Zボイラ MIURA                        | Fuji                   | 解禁前          | Mizuno        |
| 2012 | imabari towel Japan              | 解禁前     | 解禁前              | -                           | 解禁前             | -                                    | （今治デパートのロゴ） | 解禁前          | asics         |
| 2013 | imabari towel Japan              | 解禁前     | 解禁前              | ありがとう サービス         | 解禁前             | -                                    | （今治デパートのロゴ） | 解禁前          | asics         |
| 2014 | imabari towel Japan              | 解禁前     | 解禁前              | ありがとう サービス         | 解禁前             | -                                    | （今治デパートのロゴ） | 解禁前          | les cinq sens |
| 2015 | Deloitte.                        | 解禁前     | 解禁前              | LOVE+ LDH DREAM+ HAPPINESSS | 解禁前             | DREAM AS ONE. Mitsubishi Corporation | ありがとう サービス    | 解禁前          | 24karats      |
| 2016 | Deloitte.                        | 解禁前     | 解禁前              | LOVE+ LDH DREAM+ HAPPINESSS | -                  | DREAM AS ONE. Mitsubishi Corporation | ありがとう サービス    | 解禁前          | adidas        |
| 2017 | Deloitte.                        | 解禁前     | 解禁前              | LOVE+ LDH DREAM+ HAPPINESSS | ひかりTV4K         | DREAM AS ONE. Mitsubishi Corporation | 今治造船               | 解禁前          | adidas        |
| 2018 | Deloitte.                        | -          | -                   | LOVE+ LDH DREAM+ HAPPINESSS | ひかりTV4K         | DREAM AS ONE. Mitsubishi Corporation | 今治造船               | 解禁前          | adidas        |
| 2019 | Deloitte.                        | ひかりTV4K | Reproduction Clinic | LOVE+ LDH DREAM+ HAPPINESSS | xymax ザイマックス | DREAM AS ONE. Mitsubishi Corporation | 今治造船               | 解禁前          | adidas        |
| 2020 | unicharm NOLA&DOLA               | ひかりTV4K | Reproduction Clinic | LOVE+ LDH DREAM+ HAPPINESSS | xymax ザイマックス | DREAM AS ONE. Mitsubishi Corporation | 今治造船               | -               | adidas        |
| 2021 | unicharm NOLA&DOLA               | ひかりTV   | Reproduction Clinic | LOVE+ LDH DREAM+ HAPPINESSS | xymax ザイマックス | 三菱商事                             | 今治造船               | 日本M&Aセンター | adidas        |
| 2022 | unicharm NOLA&DOLA               | ひかりTV   | Reproduction Clinic | Deloitte.                   | xymax ザイマックス | 三菱商事                             | 今治造船               | 日本M&Aセンター | asics         |
| 2023 | unicharm NOLA&DOLA               | STARBOARD  | Reproduction Clinic | Deloitte.                   | xymax ザイマックス | 三菱商事                             | 今治造船               | 日本M&Aセンター | asics         |
| 2024 | unicharm Love Your Possibilities | STARBOARD  | Reproduction Clinic | Deloitte.                   | xymax ザイマックス | 三菱商事                             | 今治造船               | 日本M&Aセンター | asics         |

## 下部組織
今治市の少年サッカーチーム「今越FC」を2013年4月に吸収合併する形で運営を引き継ぐと、2021年時点でU-18、U-15、U-12、キッズチームをFC今治として運営している。また、女子サッカーチームとしてFC今治レディースがあり、日本女子サッカーリーグに所属している。

## メディア

### テレビ
南海放送
- KICK OFF! EHIME - 毎週土曜日 11:35 - 11:45